# Classamento terreni
Il classamento è un'operazione "di campagna" mediante la quale viene attribuita a ogni particella la qualità e la classe che le compete, nell'ambito del catasto terreni.

## Finalità del catasto
Un catasto è un registro nel quale, per finalità meramente fiscali, si elencano e descrivono i beni immobili, con l'indicazione del luogo e del confine, con il nome dei loro possessori e le relative rendite, sulle quali debbano calcolarsi tasse e imposte.
Il catasto vigente in Italia è, come recita il primo articolo della sua legge istitutiva, "geometrico, particellare e non probatorio": sebbene fra le sue registrazioni vi siano cenni relativi alle mutazioni di proprietà dei beni censiti, e contrariamente ad un'opinione che si registra popolarmente diffusa, queste non hanno mai valore di piena prova della proprietà.
Il catasto ha una funzione squisitamente fiscale, serve cioè per accertare in modo uniforme il reddito imponibile sul quale verranno calcolate le tasse e le imposte sui beni immobili.

## Normativa vigente
Per quello che si riferisce ai terreni il reddito imponibile, o meglio del reddito dominicale  è determinato dalla moltiplicazione della superficie delle particelle per dei valori  determinati, area per area, sulla base di classi omogenee.
L'Italia  unitaria aveva ereditato una situazione molto confusa ed eterogenea dagli stati preunitari.
Un decisivo riordino del classamento dei terreni fu portato  dal R. decreto 16 dicembre 1922, n. 1717 che prevedeva:
I terreni saranno inscritti in catasto nello stato delle colture o di destinazione nel quale si troveranno all'atto del classamento, senza tener conto di deterioramenti intenzionali o dipendenti da circostanze eccezionali e transitorie. I miglioramenti avranno effetto in catasto soltanto dopo cinque anni dall'epoca in cui il possessore dimostrerà di averli introdotti, senza pregiudizio delle maggiori esenzioni accordate da leggi speciali.
Il successivo R.D.L. 7 gennaio 1923 n. 17 (G.U. 18.1.1923 n. 14) provvide, invece, a determinare le tariffe di estimo, cioè la valorizzazione in lire delle singole classi.

## Revisione
L'ordinamento giuridico prevede una revisione del classamento con una periodicità decennale.
La revisione, a condizione che ciò non dipenda da deterioramenti intenzionali o da circostanze transitorie, si può procedere, qualora si verifichino variazioni in aumento o in diminuzione del reddito dominicale, ovvero variazioni permanenti nello stato delle colture, è possibile procedere alla revisione del classamento mediante:
- l'attribuzione di un'altra qualità o classe;
- la previsione di nuove quantità

Gli artt.26 e 31, D.P.R. 22 dicembre 1986, n.917 regolano la possibilità per il contribuente di presentare istanza di diminuzione del classamento, qualora la situazione successiva determini una diminuzione del reddito dominicale.